# Krzewina (powiat pilski)
Krzewina – wieś w Polsce, w województwie wielkopolskim, w powiecie pilskim, w gminie Kaczory.
W latach 1975–1998 miejscowość należała administracyjnie do województwa pilskiego.
Miejscowość leży na trasie Kaczory – Chodzież. Jej nazwa pochodzi prawdopodobnie od krzemienia, którego znaczne ilości zalegają tutejsze pola. Sama miejscowość, rozciągająca się na długości 3 km, składa się z dwóch części – Górnej i Dolnej. Starsza jest część Górna, znajdujący się tu majątek należał do właścicieli Dziembowa – Zebrzydowskich, Grabowskich, Prądnickich, po nich zaś do Niemców – Stewena i Hansa Kenzlera. Ten ostatni postawił w 1912 r. w Krzewinie pałac, zachowany do czasów współczesnych.
W Dolnej części Krzewiny odkryto w 1888 r. eksploatowane do dziś pokłady żwiru i kamienia, których wydobycie stało się czynnikiem rozwoju miejscowości. Eksploatowane były także nadnoteckie pokłady torfu, wykorzystywanego w hucie szkła w Dziembówku oraz do ogrzewania budynków mieszkalnych.